# Baptisia lanceolata
Baptisia lanceolata là một loài thực vật có hoa trong họ Đậu. Loài này được (Walter) Elliott miêu tả khoa học đầu tiên.